# Dark Water (Doctor Who)
"Dark Water" é o décimo primeiro episódio da oitava temporada da série de ficção científica britânica Doctor Who, transmitido originalmente na BBC One em 1º de novembro de 2014. Foi escrito pelo showrunner e produtor executivo da série, Steven Moffat, e dirigido por Rachel Talalay. É a primeira de uma história em duas partes, concluído no episódio seguinte, "Death in Heaven", o último da temporada, exibido em 8 de novembro.
No episódio, Danny Pink (Samuel Anderson) é morto e se encontra em uma vida após a morte chamada Netheresfera. Enquanto isso, o Doutor (Peter Capaldi) e sua acompanhante de viagem Clara Oswald (Jenna Coleman) tentam encontrar Danny, mas se encontram em uma instalação que acomoda Cybermen, dirigida pela personagem recorrente Missy (Michelle Gomez). No clímax do episódio ela revela sua verdadeira identidade como uma encarnação feminina do arqui-inimigo do Doutor, o Mestre, visto pela última vez no episódio "The End of Time" em 2010.
Foi assistido por 7,34 milhões de telespectadores e recebeu ampla aclamação da crítica, com as atuações de Capaldi, Gomez, Coleman e Anderson sendo elogiadas. Os críticos elogiaram ainda a vertente de terror do episódio, o nível de maturidade e seus temas mais sombrios, maduros e mórbidos.

## Enredo
Clara liga para Danny, pronta para admitir toda a verdade sobre sua viagem com o Décimo segundo Doutor e que ela ama sinceramente Danny. No entanto, ele é morto por um carro que passava enquanto ele atendia a ligação. Visivelmente chateada, Clara planeja usar um adesivo hipnótico no Doutor para chantageá-lo para que salve Danny. O Doutor finalmente revela que o adesivo não funcionou nele; em vez disso, ele o usou com Clara para saber por que ela estava chateada e para ver até onde ela estava disposta a ir. Ele se oferece - como amigo, apesar da traição dela - para ver se eles conseguem localizar Danny na vida após a morte.
Clara se concentra na localização de Danny com a interface telepática da TARDIS. Eles chegam a um mausoléu chamado Instituto 3W, que contém vários tanques de esqueletos humanos submersos em uma substância chamada água escura, que esconde os exoesqueletos que os sustentam. Eles são recebidos por Missy, que diz ser um androide de boas vindas. O cientista Dr. Chang explica a eles que a 3W foi fundada para proteger os mortos depois que vozes ouvidas em sinais de transmissão de ruído branco sugeriram que os mortos estavam cientes de que seus corpos estavam sendo cremados.
Durante tudo isso, Danny é recebido por Seb em uma aparente vida após a morte chamada Netheresfera. Seb ajuda Danny a se adaptar à sua morte recente. Como parte de sua orientação, é organizado um encontro entre Danny e um jovem civil que ele matou acidentalmente enquanto era soldado no Afeganistão, mas o menino foge. O Doutor sai com Chang para investigar mais enquanto Clara liga para Danny. Não desejando que Clara morra, Danny não consegue a convencer de que não é realmente ele e a engana para que encerre a ligação. Embora Danny quase apague suas emoções, ele hesita ao ver o garoto o observando.
Missy mata Chang com um dispositivo portátil e instrui os esqueletos a se levantarem e começarem a drenar os tanques, revelando-se como Cybermen. Missy diz ao Doutor que mentes moribundas são carregadas para a Netheresfera - um "disco rígido" esférico dos Senhores do Tempo - onde as emoções são excluídas e a mente é baixada em corpos atualizados de Cyberman. O Doutor percebe que Missy não é um androide, mas uma Senhora do Tempo. O Doutor sai correndo da 3W e descobre que ele está dentro da Catedral de São Paulo, na Londres contemporânea. Missy revela sua identidade como uma encarnação feminina do Mestre, tendo mudado seu nome para se adequar ao seu novo gênero. Equanto isso, Clara fica presa no laboratório de Chang com outro Cyberman.

## Produção
A leitura do roteiro de "Dark Water" ocorreu em 12 de junho de 2014. As filmagens começaram logo depois, em 16 de junho. Os locais do episódio incluíram Cardiff, Pontypool e a Catedral de São Paulo. Ao filmar o clímax do episódio, Peter Capaldi e Michelle Gomez gravaram suas falas como o Doutor e Missy usando substituição automática de diálogo para esconder a revelação de todos os espectadores da filmagem. Para garantir ainda mais que não houve vazamento, o clímax foi removido de todas as cópias prévias do episódio.
Dan Martin chamou a cena com os Cybermen emergindo da Catedral de São Paulo de "uma referência direta" a uma cena semelhante do serial de 1968 The Invasion e suspeitou que o mausoléu cheio de tumbas também possa fazer referência ao serial de 1967, The Tomb of the Cybermen.

## Transmissão e recepção

### Versão prévia
Cenas de "Dark Water" foram removidas das prévias do DVD enviadas aos revisores e a mídia foi proibida de revelar quaisquer detalhes da trama que não foram divulgados pela BBC. Uma cena notável removida pela BBC foi a revelação da identidade de Missy.

### Audiência
| Críticas profissionais: | Críticas profissionais: |
| Avaliações da crítica   | Avaliações da crítica   |
| Fonte                   | Avaliação               |
| ----------------------- | ----------------------- |
| The A.V. Club           | B                       |
| Paste Magazine          | 8,6                     |
| SFX Magazine            | [ 8 ]                   |
| TV Fanatic              | [ 9 ]                   |
| CultBox                 | [ 10 ]                  |
| IndieWire               | A+                      |
| IGN                     | 8,4                     |
| New York Magazine       | [ 13 ]                  |
| Radio Times             | [ 14 ]                  |
| Digital Spy             | [ 15 ]                  |
| The Daily Telegraph     | [ 16 ]                  |
| Daily Mirror            | [ 17 ]                  |

Durante sua noite de estreia, o episódio foi assistido por 5,27 milhões de pessoas. Ao total, foi assistido por 7,34 milhões de telespectadores. Alcançou uma pontuação no Índice de Apreciação de 85. Nos Estados Unidos, o episódio foi assistido por cerca de 1,02 milhão de pessoas na BBC America.

### Recepção critica
O episódio foi aclamado pela crítica. Michael Hogan, do The Daily Telegraph, deu-lhe cinco estrelas de cinco e chamou-o de um episódio "chocante e adequadamente assustador". Ele elogiou a origem dos medos cotidianos como a morte pelo horror e elogiou as atuações de Capaldi, Jenna Coleman, Samuel Anderson e Gomez. Neela Debnath do The Independent disse que o episódio foi "triste, engraçado, assustador, romântico" e "é tudo o que você poderia pedir de um final de Doctor Who no dia seguinte ao Halloween". Richard Edwards da SFX Magazine deu ao episódio quatro estrelas e meia de cinco, afirmando "...em uma série de grandes performances de Capaldi, esta é uma das melhores". Ele elogiou a premissa de abertura e a grande revelação no final e também comentou sobre suas alusões a The Tomb of the Cybermen e The Invasion.
Matt Risley do IGN elogiou o episódio por sua "dose tensa e traumática", mas criticou a falta de ação, que geralmente andava de mãos dadas com os Cybermen. No geral, ele avaliou a primeira parte da final com 8,4. Alaisdair Wilkins do The A.V. Club deu ao episódio uma classificação B, alegando que "'Dark Water' poderia ser um episódio bom, ou poderia ser terrível", indicando que era apenas a primeira metade da história.
Apesar da recepção crítica positiva, o episódio recebeu críticas dos telespectadores quanto ao uso da morte e da cremação no enredo. A BBC defendeu a utilização dos temas no contexto do programa. A BBC também notou que foi afirmado várias vezes que a verdade pode ser angustiante e que o Doutor rejeitou isso imediatamente.

## Análise crítica
Um estudo da história em formato de livro (cobrindo "Dark Water" e "Death in Heaven"), foi escrito por Philip Purser-Hallard e publicado como parte da série The Black Archive da Obverse Books em 2016.
Também foi abordada no volume 79 da série de livros Doctor Who: The Complete History, que reimprimiu os recursos de The Black Archive de Andrew Pixley da Doctor Who Magazine e das várias edições especiais da Doctor Who Magazine, bem como novos artigos criados especificamente para o livro.